# Die Aktion
Die Aktion est une revue artistique et politique allemande de 1911 à 1932, fondé par Franz Pfemfert, qui fit connaître l'expressionnisme et donna la parole à une politique de gauche sans être dogmatique. Au début, il parait toutes les semaines, puis en 1919 tous les quinze jours et en 1926 de façon irrégulière.

## Historique
En 1904, Franz Pfemfert collabore au journal Der Kampf de l'anarchiste Senna Hoy, où il rencontre de nombreuses personnalités artistiques et politiques. Il travaille ensuite pour Das Blaubuch et Demokrat créé en 1910. Dans ce journal pour la démocratie radicale, avec le libre-penseur Georg Zepler, il publie des textes d'auteurs que l'on retrouvera dans Die Aktion. Ils se disputent à propos d'un écrit de Kurt Hiller et Pfemfert décide de créer son propre journal.
Le premier numéro sort le 11 février 1911 avec le sous-titre "Journal politique libérale et littéraire" et en 1912 "journal hebdomadaire de la politique, de la littérature et de l'art". Grâce à Hiller et ses amis du Der Neue Club (de) où se rencontrent des peintres et des écrivains expressionnistes, Die Aktion devient le journal de ce mouvement. De nombreux auteurs rencontrent les éditeurs Ernst Rowohlt et Samuel Fischer (de). En 1913, certains numéros spéciaux ne publient que de la poésie. En 1912, un numéro est entièrement consacré à Georg Heym, récemment disparu. En 1914, le journal est constitué de gravures sur bois qui modifient totalement son éditorial.
En 1914, Pfemfert voulait influencer le SPD en répandant les idées anarchistes et révolutionnaires. Dans ses éditoriaux, il critique l'attitude chauvine et souvent opportuniste du parti et l'appelle à une Internationale des travailleurs. Par ailleurs, il soutient le médecin autrichien Otto Gross.
Juste avant le déclenchement de la Première Guerre mondiale, le journal est saisi puis après davantage censuré. Pfemfert se contente alors de publier uniquement des textes littéraires. Pour autant, le journal s'attaque à des artistes et des intellectuels qui sont pour la guerre et publie des œuvres écrites depuis le front comme des poèmes d'Oskar Kanehl et de Wilhelm Klemm qui décrivent l'horreur de la guerre. Il publie même des numéros spéciaux d'auteurs de pays en guerre avec l'Allemagne comme un consacré à Hans Flesch-Brunningen (de), illustré par un portrait d'Egon Schiele.
Après la guerre, Pfemfert s'éloigne de l'expressionnisme car de nombreux auteurs ont signé avec des grands éditeurs. Il revient à la politique, soutient la république des Conseils et publie des textes de Lénine et d'autres révolutionnaires russes.
En novembre 1918, Die Aktion publie un appel de la Ligue spartakiste, Franz Pfemfert ouvre son journal au KPD et réécrit un nouveau sous-titre : "Hebdomadaire de la révolution socialiste." Quand le KPD devient syndicaliste, le journal suit ce changement et tente d'unir l'opposition de gauche. En 1920, il soutient le Parti communiste ouvrier d'Allemagne puis en 1921 l'Union générale des travailleurs d'Allemagne - Organisation unitaire dont Pfemfert devient membre dirigeant. Entretemps il s'est rapproché de l'Union libre des travailleurs d'Allemagne et publie un texte de Rudolf Rocker. La révolution est toujours soutenue, même si elle a échoué en Allemagne.
Cet échec et la division de l'extrême gauche fait perdre des lecteurs à Die Aktion qui auparavant ne s'intéressaient qu'à l'art. L'hyperinflation de la République de Weimar contraint à réduire les parutions, six ou sept fois par an. En 1929, le sous-titre devient "Journal du communisme révolutionnaire" . Le tirage est très faible, les textes publiés en petits caractères. En 1929, il ne sort que trois numéros, un en 1930, deux en 1931. Le dernier numéro de Die Aktion est publiée en août 1932. De plus, Franz Pfemfert est tombé malade.

## Composition
Le journal est publié au format in-quarto avec deux colonnes. Au début, les caractères sont le Fraktur puis en 1912, l'Antiqua plus moderne.
Le plus souvent, le journal s'ouvre par un texte politique de Franz Pfemfert. Puis la couverture se fait avec une image expressionniste et une table des matières.

## Soutien et financement
En dépit de son succès auprès des intellectuels, Die Aktion a toujours connu des difficultés. Le journal s'est vendu jusqu'à 7000 exemplaires. Son premier numéro coûte 10 pfennigs puis 30 lors de la Première Guerre mondiale, 40 en 1918 jusqu'à 80. Une édition de luxe est faite en cent exemplaires sur du papier artisanal et vendu quatre fois plus cher.
Franz Pfemfert tient fortement à son indépendance. Il n'y a pas d'annonces et il refuse tout soutien comme celui de Paul Cassirer pendant la guerre. En 1916, Die Aktion publie des livres et des livres d'art, une maison d'édition que dirige Alexandra Ramm-Pfemfert, la femme de Franz, au Kaiserallee 222 (aujourd'hui Bundesallee), à Berlin-Wilmersdorf.

## Rédaction
Au début, l'anarchiste Anselm Ruest et Kurt Hiller collaborent puis partent en 1912 et en 1913. De 1918 à 1929, le poète Oskar Kanehl y travaille beaucoup ainsi qu'Alexandra Ramm-Pfemfert. Il y a quelquefois une secrétaire, Lisa Pasedag.
Die Aktion n'a jamais eu de véritable bureau de rédaction. L'adresse du journal est l'adresse du domicile de Franz Pfemfert : Nassauische Straße 17 in Berlin-Wilmersdorf.

## Artistes et auteurs ayant collaboré àDie Aktion
| - Gerd Arntz - Alexander Archipenko - André Derain - Conrad Felixmüller - Lyonel Feininger - George Grosz - Ernst Ludwig Kirchner - Alfred Kubin - Stanislaw Kubicki - Wilhelm Lehmbruck - Franz Marc - Henri Matisse - Ludwig Meidner - Carlo Mense - Max Oppenheimer - Pablo Picasso - Christian Schad - Egon Schiele - Karl Schmidt-Rottluff - Georg Schrimpf - Max Schwimmer - Franz Wilhelm Seiwert - Georg Tappert - Félix Vallotton - Adya van Rees-Dutilh - Heinrich Vogeler | - Ernst Angel (en) - Hugo Ball - Johannes Robert Becher - Gottfried Benn - Ernst Blass - Franz Blei - Paul Boldt - Karl Brand - Georg Brandes - Max Brod - Theodor Däubler - Albert Ehrenstein - Carl Einstein - Heinz Elm - André Gide - Claire Goll - Yvan Goll - Ferdinand Hardekopf - Paul Hatvani - Max Herrmann-Neiße - Georg Heym - Kurt Hiller - Jakob van Hoddis - Angela Hubermann - Richard Huelsenbeck - Elisabeth Janstein (de) - Heinrich Eduard Jacob - Hanns Johst | - Franz Jung - Oskar Kanehl - Rudolf Kapri - Hermann Kasack - Kurt Kersten - Wilhelm Klemm - Arthur Kronfeld - Else Lasker-Schüler - Alfred Lichtenstein - Heinrich Mann - Charles Péguy - Ernst Stadler - Theodor Lessing - Franz Mehring - Erich Mühsam - Mynona - Karl Otten - Maximilian Rosenberg - Ludwig Rubiner - René Schickele - Paul Scheerbart - Walter Serner - Carl Sternheim - Ernst Toller - Frank Wedekind - Franz Werfel - Alfred Wolfenstein - Carl Zuckmayer | - Mikhaïl Bakounine - Alexandre Bogdanov - Otto Gross - Pierre Kropotkine - Nadejda Kroupskaïa - Lénine - Karl Liebknecht - Anatoli Lounatcharski - Rosa Luxemburg - Rudolf Rocker - Otto Rühle - Léon Trotski |

## Source, notes et références
- (de) Cet article est partiellement ou en totalité issu de l’article de Wikipédia en allemand intitulé « Die Aktion » (voir la liste des auteurs).